# Die Wiege der Eidgenossenschaft

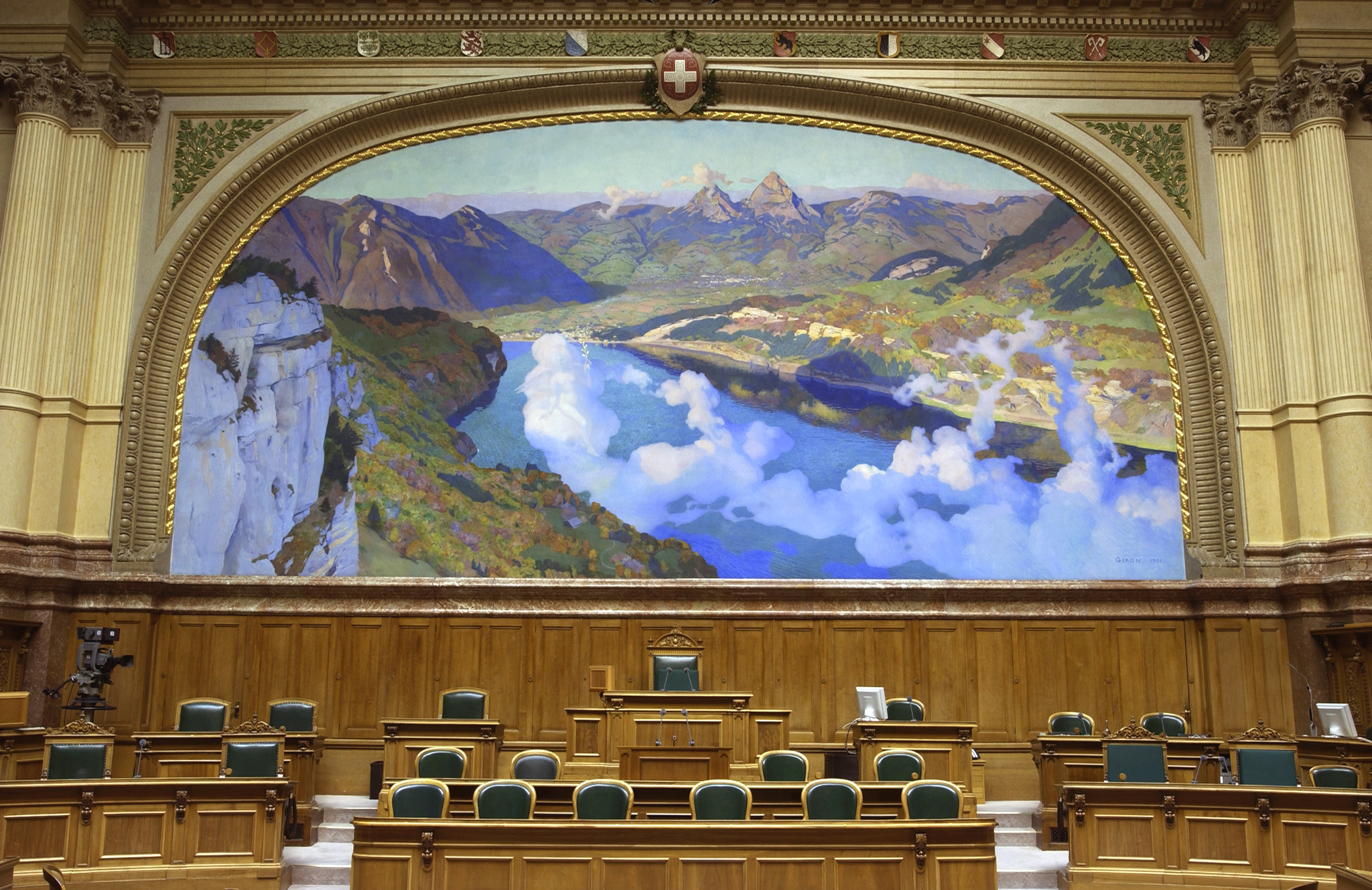
Die Wiege der Eidgenossenschaft, 1901, von Charles Giron

Die Wiege der Eidgenossenschaft, französisch: Le berceau de la confédération ist ein monumentales Landschaftsbild von Charles Giron. Das Ölgemälde auf Leinwand ziert den Saal des Nationalrates im Bundeshaus in Bern. Es stellt eine Landschaft um den Urnersee dar.

## Beschreibung
Mit einer Breite von elfeinhalb Metern und einer Höhe von fünf Metern dominiert das Wandgemälde die Nordwand des Nationalratssaales. Es befindet sich hinter dem Ratspräsidium und ist in einen korbbogenförmigen Rahmen eingefasst. Am Scheitel des Rahmens ist ein Schweizerwappen befestigt. Den Auftrag für das Gemälde erhielt Giron im Dezember 1899, bis Januar 1901 stellte er einen Entwurf von einem Sechstel der endgültigen Grösse her. Schliesslich konnte das Gemälde im März 1902, wenige Tage vor Eröffnung des Parlamentsgebäudes, am dafür vorgesehenen Platz eingesetzt werden.
Abgebildet ist die Landschaft um den Urnersee. Links im Vordergrund ist unter der Seelisberger Felswand das Rütli, der mythologische Gründungsort der Eidgenossenschaft im Kanton Uri, zu sehen. Über der Mitte ist die Ortschaft Schwyz, der Hauptort des Kantons Schwyz, zu finden, dahinter die beiden Berggipfel der Mythen. In den Wolken im goldenen Schnitt erkennt man eine allegorische nackte Frauenfigur, die als Symbol des Friedens einen Olivenzweig in der Hand hält. Auf einem Felsvorsprung links malte Giron zum Scherz eine Forelle, die erst bei genauerem Hinsehen erkennbar ist. Damit spielte er auf den 1. April, das Eröffnungsdatum des Parlamentsgebäudes, an: Auf Französisch wird ein Aprilscherz als poisson d’avril (Aprilfisch) bezeichnet.

## Interpretation

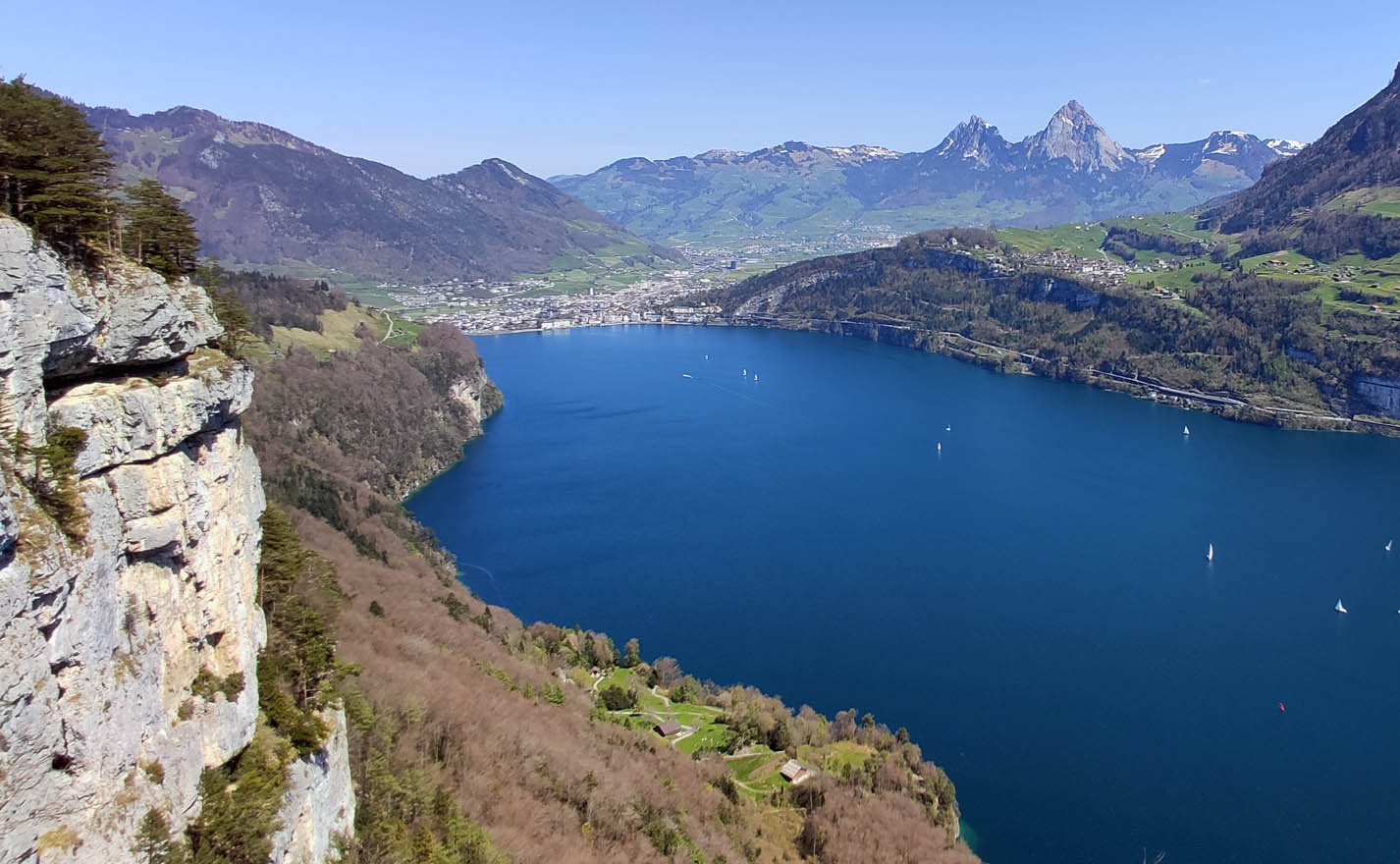
Aussicht von der Marienhöhe bei Seelisberg. Exakt diesen Anblick hat der Maler Charles Giron gemalt.

Durch die Halbkreisform und die grossflächige Rückwand ähnelt der Nationalratssaal von der Bauform her einem Theater. In der Vorstellung von Hans Wilhelm Auer, dem Architekten des Bundeshauses, sollten die zu vereidigenden Bundesräte vor dem «Bühnenbild» im übertragenen Sinne auf der Rütliwiese stehen und somit den Rütlischwur nachvollziehen.
Nachdem Auer 1885 den Projektwettbewerb gewonnen hatte, wollte er ursprünglich nur die Ortschaft Schwyz abbilden lassen, da hier seiner Meinung nach im Jahr 1307 die Eidgenossenschaft gegründet worden sei. 1891 setzte sich dann jedoch der Bundesbrief von 1291 als neuer Gründungsmythos durch. Giron stellte aus diesem Grund das auf Urner Territorium gelegene Rütli in den Vordergrund und rückte Schwyz nach hinten. Als Zeichen der Aussöhnung zwischen den Kantonen Uri und Schwyz, die beide den Gründungsort der Eidgenossenschaft für sich beanspruchten, fügte er die Friedensfigur hinzu.
Der Blick vom Seelisberg über den Urnersee nach Schwyz und auf die Mythen ist ein seit Jahrhunderten bekanntes Motiv. Die älteste Darstellung stammt aus dem Jahr 1642 und ist in der Topographia Helvetiae, Rhaetiae et Valesiae, dem ersten Band der Topographia Germaniae von Matthäus Merian, zu sehen. Eine weitere bekannte Variation ist ein Gemälde von Caspar Wolf aus dem Jahr 1778. Im Verlaufe des 19. Jahrhunderts erfuhr dieses Panorama durch zahlreiche touristische Publikationen eine Popularisierung. Die meisten dieser Darstellungen entstanden vom Hotel Sonnenberg in Seelisberg aus. Giron wählte hingegen einen südlicher gelegenen Standort – die «Marienhöhe» –, damit er auch das Rütli abbilden konnte.

## Verkauf der Originalstudie
Die Originalstudie zu diesem Gemälde, welche Charles Giron dem damaligen Bundespräsidenten der Schweizerischen Eidgenossenschaft, Adrien Lachenal, schenkte, wurde am 2. Oktober 2013 als Los 1181 durch das Genfer Auktionshaus Hôtel des Ventes HDV bei einem Schätzpreis von CHF 5‘000.- bis CHF 8‘000.- für CHF 430‘000.- verkauft. Das 41 × 80 cm grosse Bild (Öl auf Leinwand), das wie das Gemälde im Nationalratssaal in einen korbbogenförmigen Rahmen eingefasst ist, befand sich bis zu diesem Zeitpunkt stets im Besitz der Familie Lachenal.